# 津田氏大頭竹節蟲
津田氏大頭竹節蟲（學名：Megacrania tsudai）是竹節蟲目竹節蟲科大頭竹節蟲屬的一种，身長10至15公分，分布於臺灣恆春、綠島、蘭嶼，以及日本八重山群島的西表島。本種於1932年由日本昆蟲學家素木得一發表，其種小名一說是為了紀念日本水生昆蟲學家津田松苗，然據臺灣昆蟲學家朱耀沂考證，種小名應是紀念當年任職於林業試驗場恆春分場的津田德藏。

## 生活史
竹節蟲的生活使經過了卵→若蟲→成蟲等3個過程，是一種不完全變態的昆蟲，這種成長模式與蟋蟀、螳螂、蝗蟲、蚱蜢一樣，若蟲長得跟成蟲很像，經過幾次蛻皮後，長出翅膀就變成成蟲。這與完全變態的昆蟲，如蝴蝶、甲蟲完全不一樣，少了蛹的階段。
本蟲可進行孤雌生殖，但是也有發現雄蟲。

## 自衛
一般竹節蟲沒有利齒與銳爪，遇到天敵時無法反擊，便以假死的方式來逃命。然而津田氏大頭竹節蟲演化出三大自衛方式：
- 保護色~身體的顏色與林投樹葉很像，平時會躲在林投葉片的凹陷處，或相互交疊的基部。
- 因為林投樹葉外緣有兩排順刺，中央還有一排倒刺，所以很安全。為了自己不至於被樹葉的刺割傷，牠自己會先吃掉會絆到自己要行動的刺。
- 會從頭部與胸部間，分泌出特殊白色的體液來反擊，其味道類似薄荷味，有強烈的刺激性以達到驅敵的目的。從三齡若蟲開始可以噴射刺激性防禦物質，其中主要成分以獼猴桃鹼為主。

## 奶瓶型蟲卵
獨特的蟲卵像顆植物的種子，遠看又像牠自己所排放出來的糞便。其外觀如同人類嬰兒用的奶瓶型狀，大小如黃豆長約7~8mm，寬約5~6mm。在各種竹節蟲中是屬於大型的卵粒，不過卵粒相當脆弱，只要輕輕的受到擠壓或碰撞，非常容易受傷，尤其是卵蓋的接合處。此外，卵鑲嵌在林投果粒間，可以越洋傳播分散。

## 生態習性與分布
津田氏大頭竹節蟲是植食性的昆蟲，僅取食林投樹的樹葉，在野外尚未發現有其他食草。牠會先啃食林投葉背的倒刺，再吃平行葉脈。而林投樹主要分布在海岸的沿線，目前只在台灣的恆春半島以及台東外海的綠島鹿場前有發現牠的蹤跡。